# Helánico de Lesbos
Helánico de Lesbos (en griego antiguo, Ἑλλάνικος ὁ Λέσβιος; n. Mitilene, Lesbos, 490 a. C.) fue un antiguo logógrafo griego que vivió en el siglo V a. C. Se dice que llegó a la edad de 85 años.
Según la Suda, vivió durante algún tiempo en la corte de los reyes de Macedonia y murió en Perperene, ciudad del golfo de Adramitio frente a Lesbos.
Sus obras incluyen la primera mención de la legendaria fundación de Roma por  los troyanos: Helánico cuenta que la ciudad fue fundada por Eneas cuando acompañaba a Odiseo en sus viajes por el Lacio. Sin embargo, apoyaba la idea de que los etruscos estaban tras los orígenes de los llamados pelasgos, un antiguo pueblo griego que se creía había precedido a las grandes invasiones aqueas.
Se le atribuyen una treintena de obras, cronológicas, históricas y episódicas. Son dignas de mención las siguientes:
- Hiereiai tes Heras en Argei (Las sacerdotisas de Hera en Argos), catálogo y recopilación cronológicos de estas funcionarias según el orden de sucesión.
- Carneonikae (Καρνεοίχαι), lista de los vencedores en los juegos carneos (el principal festival musical espartano), incluye eventos literarios.
- Atthis (Άτθίς), que narra la historia del Ática desde el 683 a. C. hasta el final de la guerra del Peloponeso (404 a. C.), Citada por Tucídides,[1] quien dice que trata los sucesos de los años 480 a 431 breve y superficialmente, y con poco cuidado en cuanto a la secuencia cronológica.
- Phoronis (Φορωνίς), principalmente genealógica, con breves apuntes de sucesos de la época de Foroneo, el primero de los Heráclidas en regresar.
- Troica (Τρωιχά) y Persica, sendas historias de Troya y Persia.

Helánico escribió obras de cronología, geografía e historia, particularmente sobre el Ática, en las que ya hacía una distinción entre lo que creía mitología y lo que sabía historia. Su influencia sobre la historiografía de Atenas fue considerable hasta la época de Eratóstenes (siglo III a. C.).
Trascendió los estrechos límites locales de los antiguos logógrafos, y no se contentó con repetir las tradiciones generalmente aceptadas gracias a los poetas. Relata las tradiciones locales, y se documentó en los escasos registros nacionales y sacerdotales, que proporcionaban una cronología contrastada. Se esforzó por establecer las bases de una cronología científica, basándose por ejemplo en la lista de las sacerdotisas de Hera en Argos, y de forma secundaria en genealogías, listas de magistrados (como los arcontes de Atenas) y calendarios orientales, en lugar de las viejas creencias mantenidas durante generaciones. Pero estos materiales fueron insuficientes y a menudo tuvo que recurrir a los métodos antiguos.
Debido a sus desviaciones de la tradición común, Helánico fue calificado a menudo por sus contemporáneos como un escritor poco fiable. Resulta curioso que no hiciera un uso sistemático de las abundantes inscripciones que tuvo a mano.
Dionisio de Halicarnaso le critica por organizar su historia por criterios no cronológicos, sino geográficos, por localidades. No llegó a trascender lo local para obtener una visión más globalizada.
Su estilo, como el de los logógrafos anteriores, era conciso y austero.
También escribió una obra, hoy perdida, titulada Atlantis (Άτλαντιάς). Se ha dicho que el título de la obra de Helánico podría haber sido Atlantias, sobre las hijas del titán Atlas (no el mencionado por Platón), por tanto de las Atlántides, y propuestos como posibles fragmentos de una obra perdida de Helánico, que quizá se basaría en una obra anterior probablemente titulada Atlantias, de la que se han hallado fragmentos en papiro. No obstante, en ninguno de los papiros, ni en los fragmentos recompuestos por Fowler, aparece mencionado el título de la obra a la que pertenecerían, por lo que no hay certeza alguna de si tales fragmentos se corresponden o no con la desaparecida obra de Helánico, Atlantis, de la que realmente no se sabe de qué trataba exactamente.

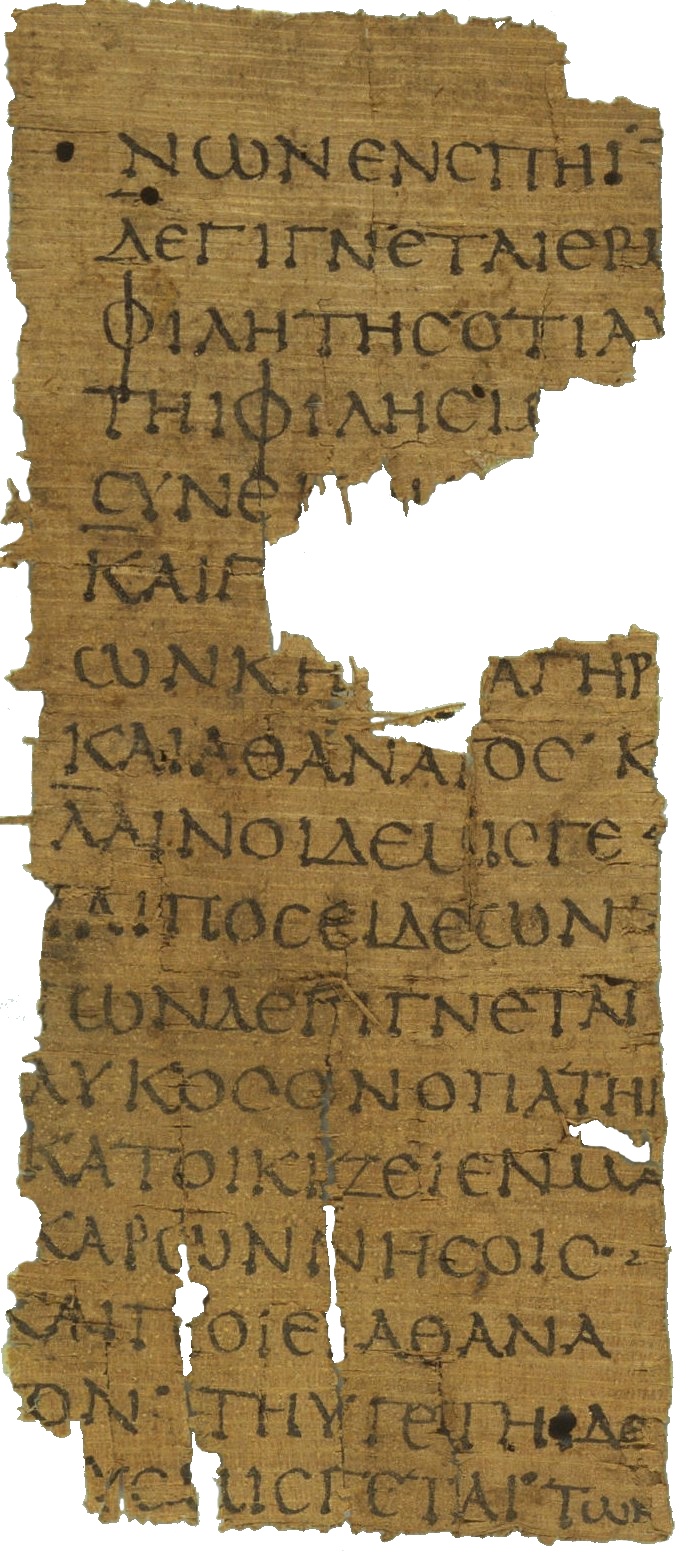
Fragmento de uno de los Papiros de Oxirrinco, el 1.084, que presenta texto de Atlantis.